# ایرپواتو، گوانخواتو

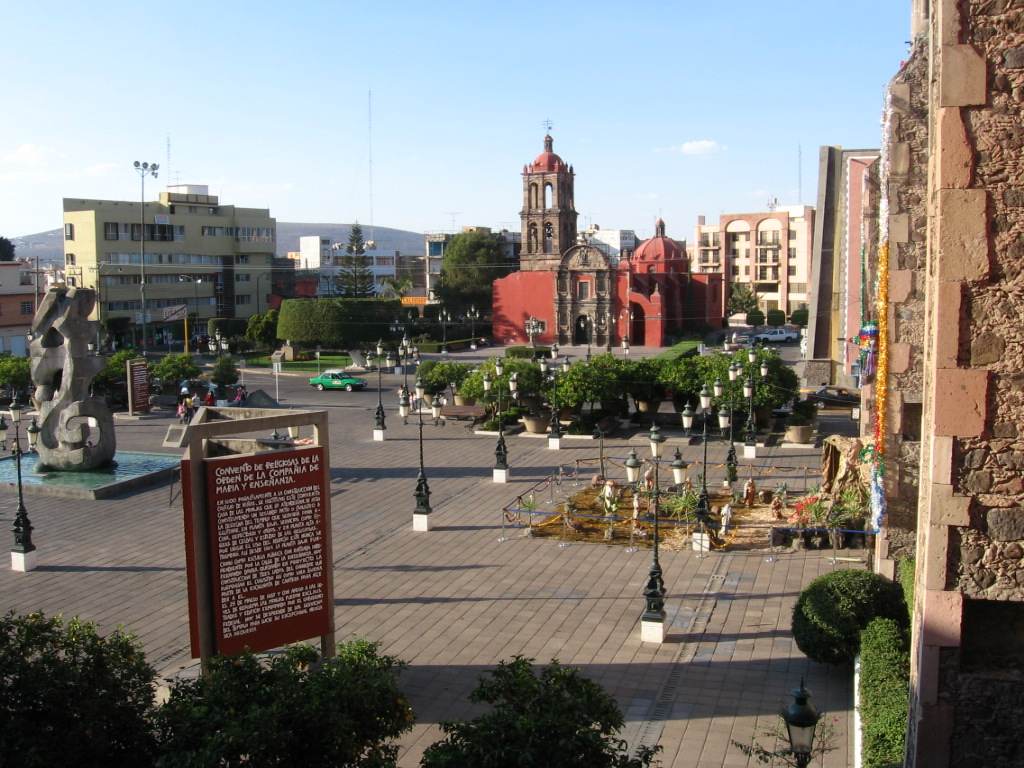
نمایی از شهر ایرپواتو در ایالت گوآناخوآتو، مکزیک - ۲۰۰۴

ایرپواتو (به اسپانیایی: Irapuato) از شهرهای کشور مکزیک است که در ایالت گوآناخوآتو قرار دارد و جمعیت آن طبق سرشماری سال ۲۰۱۰ میلادی ۳۸۰٬۹۴۱ نفر بوده است.